# Ústava Svobodného státu Sasko
Ústava Svobodného státu Sasko (německy Verfassung des Freistaates Sachsen) je základní zákon německé spolkové země Sasko. Dne 26. května 1992 ji schválil Saský zemský sněm většinou 132 ze 160 možných hlasů pro, 15 poslanců bylo proti a 4 členové se zdrželi hlasování. Následujícího dne 27. května 1992 byla zveřejněna v Saském věstníku zákonů a nařízení (SächsGVBl.) a 6. června 1992 vstoupila v platnost. Od svého vzniku byla změněna pouze jednou, a to za účelem zavedení dluhové brzdy.

## Historie
Předchůdkyněmi platné ústavy byly ústava Saského království z roku 1831, z roku 1920 pro období Výmarské republiky, ve které bylo Sasko definováno jako člen Německé říše, a ústava z roku 1947 přijatá během sovětské okupace. U příležitosti pátého výročí přijetí ústavy byla v roce 1997 darována Saská ústavní medaile. Zemský sněm ji od té doby každoročně uděluje lidem, kteří významně přispěli ke svobodnému demokratickému rozvoji Saska. V červenci 2013 doplnil zemský sněm ústavu o takzvanou dluhovou brzdu (článek 95), která by měla zabránit budoucím sněmům v zadlužování státu.